# Огородникова, Евгения Артуровна
Евгения Артуровна Огородникова (род. 4 декабря 2003 года, Якутск, Россия) — российская спортсменка, борец вольного стиля. Призёрка чемпионата России.

## Биография
Родилась Евгения в городе Якутск Республики Саха-Якутия, Россия. Начала заниматься вольной борьбой в 14 лет в селе Сайды Томпонского района Республики Якутия под руководством своего первого тренера Михаила Аммосова.

## Спортивные достижения
В 2023 году впервые добилась успеха на международном турнире памяти Романа Дмитриева в Якутске, заняв третье место, а также стала бронзовой медалисткой на первенстве страны среди юниорок в городе Мамадыш (Татарстан). В 2024 году пришла третьей на взрослом чемпионата России в подмосковном Новоивановское в весовой категории до 59 килограмм. В сентябре 2024 года была бронзовой медалисткой первенства России до 23 лет в весе до 59 кг.
- 2023 Первенство России среди юниорок — ;
- 2024 Чемпионат России — ;
- 2024 Первенство России до 23 лет — ;

## Личная информация
Евгения является студенткой Чурапчинского государственного института физической культуры и спорта.